# De fem og spionerne
De fem og spionerne er en dansk film fra 1969 baseret på Enid Blytons roman Five Go Adventuring Again fra 1943. De tre søskende Julian, Dick og Anne tilbringer ferien sammen med kusinen Georg(ina) hos deres onkel og tante i Kirrinhuset. Georg er sur på sin far, der insisterer på, at hun læser med en huslærer i ferien, men bliver dog glad, da hendes fætre tilbyder at læse sammen med hende, ind til det viser sig, at hendes hund Tim tydeligvis ikke bryder sig om manden og vice versa. Da børnene finder et gammelt kort begynder jagten på den "hemmlige vej", som kortet beskriver, og samtidig sker der mærkelige ting. Nogle af Georgs fars papirer forsvinder på mystisk vis, og så er der de to kunstmalere, som huslæreren hr. Roland påstår at han ikke kender.
- Manuskript og instruktion: Trine Hedman.

## Medvirkende
Blandt de medvirkende – ud over børnene i hovedrollerne – kan nævnes:
- Ove Sprogøe
- Astrid Villaume
- Lily Broberg
- John Larsen
- Karl Stegger
- Else Marie Hansen
- William Kisum
- Sanne Knudsen